# Bahadur Shah du Népal
 (juillet 2025).
Le prince Bahadur Shah du Népal (népalais : बहादुर शाह), né le 16 juin 1757 à Gorkha (aujourd'hui, Nuwakot (en), au Népal), et décédé le 24 juin 1797, à Aryaghat, temple de Pashupatinath, au Népal également.